# Metromenus calathoides
Metromenus calathoides är en skalbaggsart som beskrevs av Sharp 1903. Metromenus calathoides ingår i släktet Metromenus och familjen jordlöpare. Inga underarter finns listade i Catalogue of Life.